# Олейникова Валентина Володимирівна
Олейникова Валентина Володимирівна (8 серпня 1936, Одеса — 22 серпня 2018, Одеса) — співачка (лірико-колоратурне сопрано), педагог, доцент (1997). Заслужена артистка УРСР (1968). Лауреатка Всеукраїнського конкурсу вокалістів ім. М. Лисенка у Києві (1960, 3-я премія).
Народилася 8 серпня 1936 року в Одесі. Закінчила Одеську консерваторію (1964; клас О. Благовидової), де викладала 1994—2017 роках. У 1963—1991 роках солістка Одеського театру опери та балету. Виконавчій манері були притаманні висока технічна підготовка, майстерність образного втілення. Серед учнів — лауреатки міжнародних конкурсів Н. Кушнірова, Н. Ткачук. Брала участь у телефільмах-операх «Сотник» М. Вериківського (Настуся), «Іфігенія в Тавриді» К. Стеценка (Іфігенія).
Померла 22 серпня 2018 року, проховна на Другому християнському кладовищи.